# Borovnice (district de Žďár nad Sázavou)
Pour les articles homonymes, voir Borovnice.
Borovnice (en allemand : Borownitz) est une commune du district de Žďár nad Sázavou, dans la région de Vysočina, en République tchèque. Sa population s'élevait à 190 habitants en 2020.

## Géographie
Borovnice se trouve à 7 km au sud-ouest de Polička, à 23 km au nord-est de Žďár nad Sázavou, à 54 km au nord-est de Jihlava à 135 km à l'est-sud-est de Prague.
La commune est limitée par Telecí au nord, par Korouhev au nord-est, par Jimramov à l'est et au sud-est, par Nový Jimramov au sud, par Javorek au sud-ouest, et par Daňkovice et Spělkov à l'ouest.

## Histoire
La première mention écrite de la localité date de 1350.

## Transports
Par la route, Borovnice se trouve à 8 km de Polička, à 28 km de Žďár nad Sázavou, à 65,5 km de Jihlava et à 172 km de Prague.